# Beltring
Beltring – wieś w Anglii, w hrabstwie Kent, w dystrykcie Tonbridge and Malling. Leży 12 km na południowy zachód od miasta Maidstone i 50 km na południowy wschód od centrum Londynu.